# Île Saint-Jean (Îles-de-Boucherville)
Île Saint-Jean är en ö i Kanada.   Den ligger i provinsen Québec, i den sydöstra delen av landet, 170 km öster om huvudstaden Ottawa. Ön är en del av nationalparken Îles-de-Boucherville och ligger i Saint Lawrencefloden nära Montréal.
Runt Île Saint-Jean är det i huvudsak tätbebyggt. Runt Île Saint-Jean är det mycket tätbefolkat, med 1 463 invånare per kvadratkilometer.